# Gonzalo Fernández de Córdoba

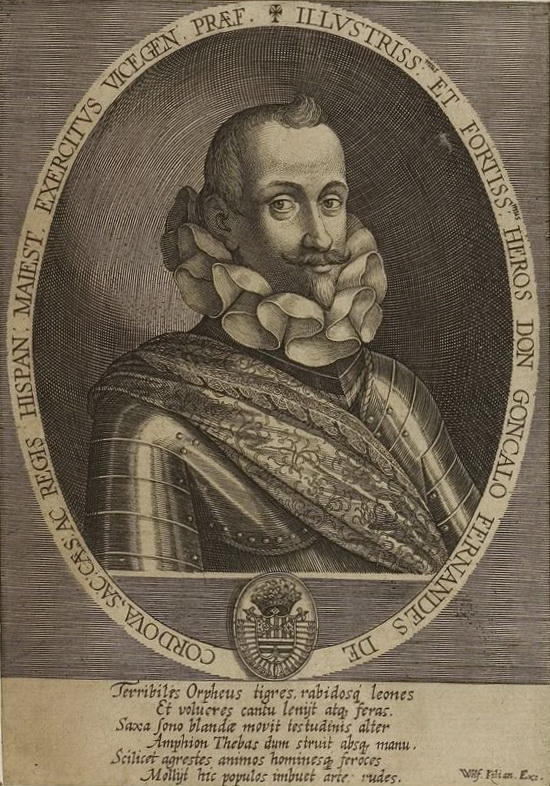
Gonzalo Fernández de Córdoba

Gonzalo Fernández de Córdoba, Fürst von Maratra, (* 31. Dezember 1585 in Cabra; † 16. Februar 1635 in Montalbán de Córdoba) war ein spanischer Feldherr im Dreißigjährigen Krieg.

## Leben

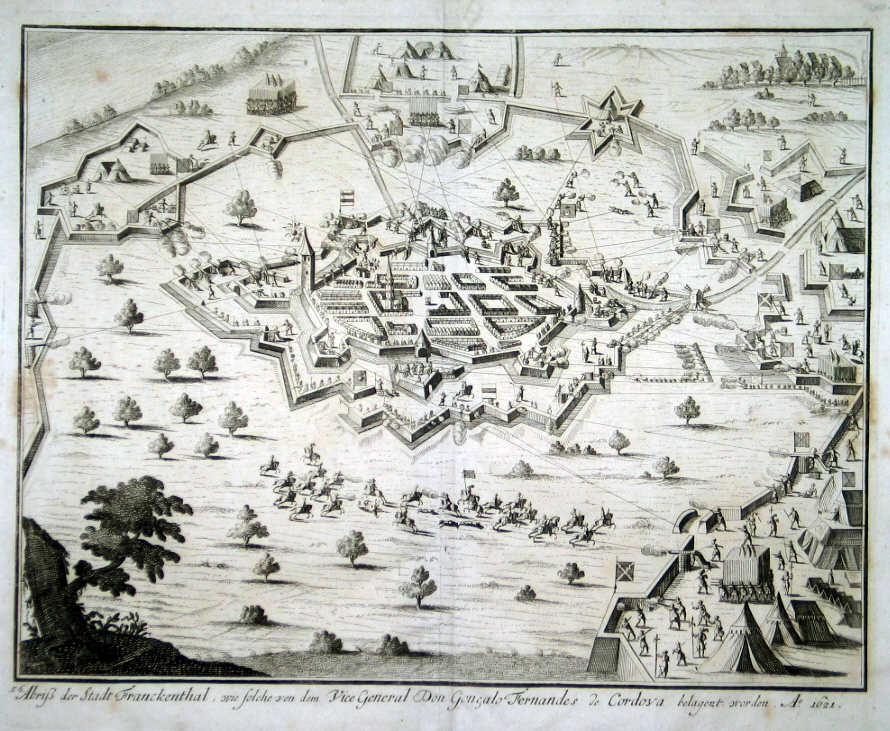
Belagerung von Frankenthal

Gonzalo Fernandez de Córdoba entstammte der adligen Familie Fernández de Córdoba. 
Nachdem der spanische General Ambrosio Spinola im Sommer 1620 die linksrheinische Unterpfalz besetzt hatte, übertrug er Córdoba im Frühjahr 1621 den dortigen Oberbefehl und kehrte nach Brüssel zurück. Córdoba belagerte 1621 Frankenthal, musste die Belagerung am 25. Oktober aber abbrechen, als Ernst von Mansfeld aus der Oberpfalz heranzog. 1622 unterstützte er die bayerisch-ligistischen Kräfte unter Tilly im Kampf gegen die Feldherren der pfälzischen Seite: Am 6. Mai besiegten Córdoba und Tilly den Markgrafen Georg Friedrich von Baden-Durlach bei Wimpfen am Neckar, am 20. Juni Herzog Christian von Braunschweig bei Höchst am Main.
Nach dem Abzug Mansfelds und des Braunschweigers aus der Rheinpfalz wurde Córdoba zum Schutz der spanischen Niederlande dorthin zurückgerufen. Es gelang ihm jedoch nicht, den Durchzug Mansfelds und Christians von der Maas nach Holland zu verhindern. Am 29. August 1622 überwanden sie unter hohen Verlusten das spanische Heer unter Córdoba in dessen selbstgewählter Abwehrstellung bei Fleurus.
Von 1621 bis 1623 kommandierte Córdoba die spanischen Streitkräfte in der Pfalz und übernahm danach bis 1626 den Oberbefehl über die Armee von Flandern. Während des Mantuanischen Erbfolgekriegs befehligte er die spanischen Truppen im Herzogtum Mailand.
Durch Johann Philipp Abelinus († 1634) wird die Geschichte des Schafhirten Hans Warsch aus Oggersheim überliefert, der bei der Belagerung von Frankenthal als Einziger in Oggersheim verblieben sei und sein Städtchen an General Córdoba übergeben habe. Dieser benahm sich ihm gegenüber sehr ritterlich, schloss mit ihm Freundschaft und übernahm sogar die Patenschaft für Hans Warschs neu geborenes Kind. Oggersheim blieb daraufhin völlig unzerstört und wurde nicht geplündert. Die Episode ging auch ins Pfälzische Sagenbuch von Friedrich Wilhelm Hebel ein.
Córdoba wurde, dank seiner Beteiligung an der Belagerung Bergen op Zooms, in dem aus dem 16. Jahrhundert stammenden niederländischen Geusenlied Merck toch hoe sterk genannt.